# Jindřich Panský
Jindřich Panský (ur. 30 lipca 1960 w Pilźnie) – czeski tenisista stołowy reprezentujący Czechosłowację, dwukrotny medalista mistrzostw świata, mistrz Europy.
W mistrzostwach świata dwukrotnie zdobył srebrny medal. Podczas mistrzostw świata w Göteborgu (1985) został wicemistrzem świata w grze podwójnej w (grając w parze z Milanem Orlowskim) i mieszanej (w parze z Marie Hrachovą). Dwukrotnie zajmował czwarte miejsce startując w turnieju drużynowym (1979, 1981).
W mistrzostwach Europy trzykrotnie zdobywał medale. Był mistrzem Starego Kontynentu w grze mieszanej w 1986 w Pradze grając w parze z Marie Hrachovą oraz dwukrotnie zdobywał srebrny medal.
Mistrz Europy juniorów w grze pojedynczej (1978).
Olimpijczyk - startował bez sukcesów w Seulu (1988).